# Entacapon
Entacapon (Hersteller Novartis) ist ein Arzneistoff zur Behandlung der Parkinson-Krankheit. Der Wirkstoff gehört zur Klasse der Catecholamin-O-Methyltransferase-Hemmstoffe, der sogenannten COMT-Hemmer.

## Anwendungsgebiet
Der Arzneistoff wird zur Behandlung von Parkinsonpatienten, welche unter L-DOPA-Therapie motorische Fluktuationen entwickeln, eingesetzt. Es verhindert den Abbau der Dopamin-Vorstufe L-DOPA durch die COMT (Catechol-O-Methyltransferase) zu unwirksamen Metaboliten und wird gleichzeitig mit jeder L-DOPA-Dosis eingenommen. Die Wirksamkeit des Medikaments in der Behandlung von Fluktuationen ist durch Studien belegt. Eine Verhütung oder eine Verzögerung des Auftretens von Wirkungsfluktuationen durch Behandlung von Patienten mit stabiler L-DOPA-Antwort mit COMT-Hemmern ist bislang bisher nur im Tierversuch belegt. Diesbezügliche Studien am Menschen werden derzeit laut der Deutschen Gesellschaft für Neurologie durchgeführt.
Gegenanzeigen sind Leberinsuffizienz und Phäochromozytom. Die gleichzeitige Gabe von Entacapon mit nichtselektiven Monoaminooxidase-Hemmern (MAO-A und MAO-B wie z. B. Phenelzin, Tranylcypromin) ist kontraindiziert. Die gleichzeitige Gabe eines selektiven MAO-A- und eines selektiven MAO-B-Hemmers zusammen mit Entacapon ist ebenfalls kontraindiziert.
Zusammenfassung:
- Verabreichung: oral
- Plasmahalbwertszeit: 0,4–0,7 Std.
- Elimination: ca. 90 % faecal, 10 % renal

## Gewinnung und Darstellung
Die Herstellung von Entacapon erfolgt durch eine Knoevenagel-Kondensation von 3,4-Dihydroxy-5-nitrobenzaldehyd mit 2-Cyano-N,N-diethylacetamid. Bei dieser Synthesevariante entstehen das (E)- und (Z)-Isomer im Verhältnis 2:1. 
Eine Trennung der Isomere kann über eine Kristallisation der Hydrochloridsalze erfolgen.

## Handelsnamen
Monopräparate
Comtan (A, CH), Comtess (D, A)
Kombinationspräparate
Stalevo (D, A, CH) (Kombination mit L-Dopa und Carbidopa)